# Levi Wallerstein
Levi ben Gabriel Wallerstein (geboren Mitte Dezember 1789 in Dresden; gestorben 4. Dezember 1865 ebenda) war ein jüdischer Bankier.

## Leben und Wirken
Levi Wallerstein wurde 1789 als Sohn von Gabriel und Judith Wallerstein geboren. Seine Familie gehörte zu den ersten Juden, die sich nach dem Pogrom von 1411 aufgrund der Beschuldigung der Juden als Verursacher der Pest und deren anschließender Vertreibung Anfang des 18. Jahrhunderts wieder in Dresden ansiedeln durften. Kurfürst August der Starke erlaubte einigen wenigen reichen Juden den Zuzug nach Dresden, damit sie als sog. Hofjuden die enormen Summen für die Wahl zum polnischen König sowie das entsprechende Hofleben finanzierten.
Levis Vater Gabriel Wallerstein unterhielt ein offenes und äußerst musisches Haus für die gehobene jüdische Gesellschaftsschicht.
Levi Wallerstein rief 1835 zusammen mit einer kleinen Gruppe anderer wohlhabender Juden Dresdens das „vorbereitende Comitee zur Begründung einer allgemeinen Synagoge“ ins Leben und gründete eine Aktiengesellschaft zur Finanzierung des Baus.
1837 erlaubte ein sächsisches Gesetz über die Religionsausübung der Juden die Bildung von Religionsgemeinden und die Errichtung von Schul- und Bethäusern. Die neue Gemeinde beauftragte Gottfried Semper mit der Planung der Synagoge am Gondelhafen in der Nähe der Brühlschen Terrassen, die mit 30.000 Gulden etwa dreimal so teuer wurde wie ursprünglich geplant. Die neoromanische Synagoge wurde 1840 eingeweiht und im Novemberpogrom 1938 zerstört.
Wallerstein spendete zusammen mit seinem Bruder Salomon Gabriel die Heilige Lade für rund 600 Taler (die zweithöchste private Spende für den Bau der Synagoge).
Levi Wallerstein gehörte zwischen 1838 und 1848 dem Ältestenrat der jüdischen Gemeinde Dresdens an und war rund 20 Jahre der Vorsteher der Synagoge.
Er gründete die jüdische Stiftung für Armenpflege in Dresden, die das Henriettenstift als jüdisches Armenhaus – und Altersheim aber auch jüdische Studenten sowie die Bar Mitzwa  für die Synagogenchorjungen unterstützte.
An seiner Beerdigung nahmen „zahlreiche höchst achtbare Männer aus allen Confessionen“ teil.
Er ist auf dem Alten jüdischen Friedhof in Dresden begraben (Grab 12/16).

## Familie
Levi Wallerstein war mit Hannchen Minna Wallerstein, geb. Michaeli verheiratet. Ihre Kinder waren:
- Anton Wallerstein, (1813 Dresden–1892 Zürich), Komponist, Violinist und Konzertmeister
- Adolph Wallerstein